# خطوط نورث ويست الجوية الرحلة 255
خطوط نورث ويست الجوية الرحلة 255 هي طائرة ركاب تجارية من طراز ماكدونل دوغلاس إم دي-80 تحمل علي 149 راكبًا و6 من أفراد الطاقم وقد قتل في الحادث 156 شخصًا ونجا شخص واحد وجرح 6 أشخاص وكان ثالث أفتك حادث طيران في الولايات المتحدة بعد الخطوط الجوية الأمريكية الرحلة 191 ودلتا إيرلاينز الرحلة 191 والناجية الوحيدة كانت فتاة عمرها أربعة أعوام اسمها سيسليا شيان.